# Hermann von Dresler und Scharfenstein

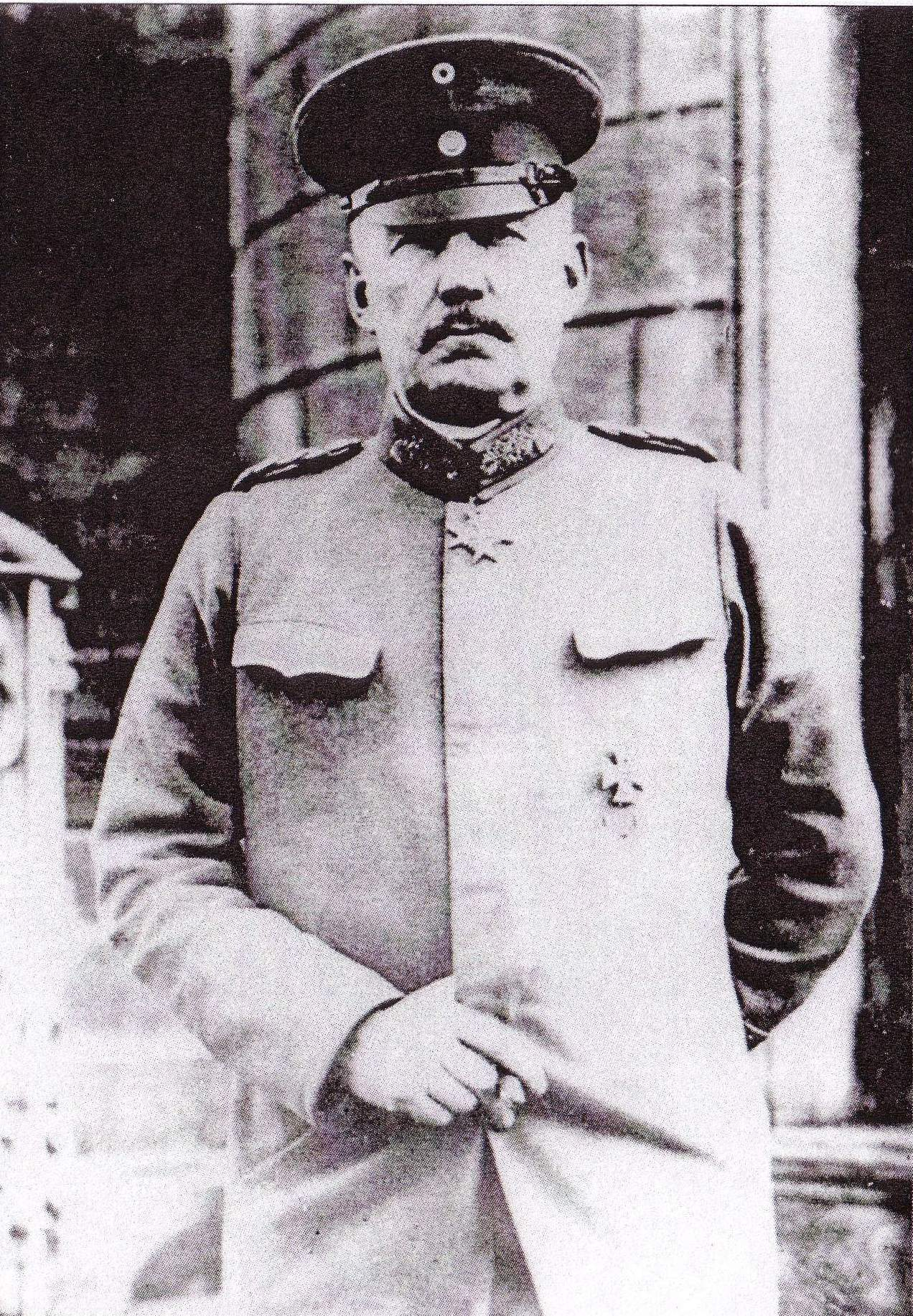
Hermann von Dresler und Scharfenstein (um 1918)

Wilhelm Ernst Hermann von Dresler und Scharfenstein (* 9. Juli 1857 in Liegnitz; † 13. April 1942 in Göttingen) war ein deutscher General der Infanterie.

## Leben

### Herkunft
Hermann war der Sohn des preußischen Oberregierungsrats und Abteilungsdirektors bei der Regierung in Wiesbaden, Otto von Dresler und Scharfenstein (1805–1880) und dessen Ehefrau Emilie, geborene von Schachtmeyer (1824–1901). Ein älterer Bruder des Vaters war der preußische Generalleutnant Eduard von Dresler und Scharfenstein (1801–1871).

### Militärische Laufbahn
Dresler und Scharfenstein trat nach seiner Erziehung als Unteroffizier mit Portepee im Kadettenkorps am 15. April 1876 als Sekondeleutnant in das Hessische Füsilier-Regiment Nr. 80 in Wiesbaden ein. Vom 1. Oktober 1881 bis 30. September 1884 war er Adjutant des Bezirkskommandos Frankfurt am Main. Mit seiner Beförderung zum Premierleutnant am 11. Dezember 1886 folgte seine Versetzung in das 4. Brandenburgische Infanterie-Regiment Nr. 24 (Großherzog Friedrich Franz II. von Mecklenburg-Schwerin) nach Neuruppin. Kurzzeitig wurde er am 28. Mai 1888 für einen Monat in die Gewehrfabrik Danzig kommandiert. Zum Hauptmann befördert wurde er am 17. November 1891 zum Chef einer Kompanie des 6. Pommersche Infanterie-Regiments Nr. 49 in Gnesen ernannt. Am 15. Dezember 1900 ernannte man Dresler und Scharfenstein zum Kommandeur der Unteroffiziers-Vorschule Greifenberg/Pommern. Dort wurde er am 12. September 1902 Major. Als solcher übernahm er am 24. April 1904 das III. Bataillon des 6. Rheinischen Infanterie-Regiments Nr. 68 in Koblenz. Für fünf Jahre fungierte er ab 27. Januar 1907 als Kommandeur der Unteroffiziers-Schule Biebrich, wurde zwischenzeitlich am 24. März 1909 Oberstleutnant und dann zeitgleich mit der Beförderung zum Oberst am 22. März 1912 Kommandeur des 3. Magdeburgischen Infanterie-Regiments Nr. 66 in Magdeburg.

### Erster Weltkrieg
Mit Beginn des Ersten Weltkriegs erfolgte seine Ernennung zum Kommandeur der 13. Reserve-Infanterie-Brigade, die in der Folgezeit an der Westfront zum Einsatz kam. Am 19. August 1918 beförderte man Dresler und Scharfenstein zum Generalmajor. Ab 2. März 1915 führte Dresler und Scharfenstein die dem XIV. Armee-Korps unterstellte 26. Reserve-Infanterie-Brigade. Die Einheit war unter ihm am 1. Juli 1916 bei den Kämpfen von Gommecourt im Rahmen der Schlacht an der Somme beteiligt.
Am 4. September 1916 löste er Viktor Kühne während der Schlacht an der Somme als Kommandeur der Großherzoglich Hessischen (25.) Division ab. Die Division zeichnete sich unter seiner Führung bei schweren Kämpfen in Frankreich aus. Am 8. November 1917 wurde Dresler und Scharfenstein der Orden Pour le Mérite verliehen und am 18. Mai 1918 zum Generalleutnant befördert.
Nach dem Waffenstillstand von Compiègne führte Dresler und Scharfenstein seine Division in die hessischen Garnisonen zurück und war nach deren Demobilisierung Führer des Freikorps Hessen. Am 20. Mai 1919 wurde er dann auf eigenen Wunsch hin zur Disposition gestellt und in den Ruhestand verabschiedet.
Anlässlich des 25. Jahrestages der Schlacht bei Tannenberg wurde ihm am 27. August 1939 der Charakter eines Generals der Infanterie verliehen.

### Familie
Dresler und Scharfensteins Schwester war Franziska von Thaer, geb. von Dresler und Scharfenstein (1843–1918). Somit war er ein Onkel von Albrecht und Georg von Thaer. Er heiratete am 23. September 1889 Elfriede Elisabeth Müller (1868–1950), das Paar hatte fünf Kinder. Die Tochter Gerda (1896–1981), selbst promovierte Volkswirtin, heiratete am 8. November 1924 den späteren Universitätsprofessor und Staatssekretär Gerhard Weisser. Eine andere Tochter, Dorothea (1907–1982), heiratete am 26. Oktober 1951 Heinrich Dannenberg, einen späteren Professor der Biochemie und Forscher bei der Max-Planck-Gesellschaft.